# YUBA liga 1947
La YUBA liga 1947 è stata la 3ª edizione del massimo campionato jugoslavo di pallacanestro maschile. La vittoria finale è stata ad appannaggio della Stella Rossa.

## Regular season
|    | Squadra               | G | V | N | P | PF  | PS  | Pt. |
| -- | --------------------- | - | - | - | - | --- | --- | --- |
| 1. | Stella Rossa Belgrado | 4 | 4 | 0 | 0 | 167 | 118 | 8   |
| 2. | Zadar                 | 4 | 2 | 0 | 2 | 192 | 158 | 4   |
| 3. | Partizan Belgrado     | 4 | 2 | 0 | 2 | 179 | 152 | 4   |
| 4. | Proleter Zrenjanin    | 4 | 2 | 0 | 2 | 178 | 159 | 4   |
| 5. | Jedinstvo Zagabria    | 4 | 0 | 0 | 4 | 118 | 247 | 0   |

| YUBA liga 1947         |
| ---------------------- |
| Stella Rossa 2º titolo |

## Formazione vincitrice
| N° | Naz.                  | Ruolo | Sportivo               |  | Alt. |  |
| -- | --------------------- | ----- | ---------------------- |  | ---- |  |
|    | Jugoslavia (bandiera) |       | Strahinja Alagić       |  |      |  |
|    | Jugoslavia (bandiera) |       | Milan Bjegojević       |  |      |  |
|    | Jugoslavia (bandiera) |       | Vasilije Stojković     |  |      |  |
|    | Jugoslavia (bandiera) |       | Nebojša Popović        |  |      |  |
|    | Jugoslavia (bandiera) |       | Aleksandar Gec         |  |      |  |
|    | Jugoslavia (bandiera) |       | Milorad Sokolović      |  |      |  |
|    | Jugoslavia (bandiera) |       | Borislav Stanković     |  |      |  |
|    | Jugoslavia (bandiera) |       | Milan Blagojević       |  |      |  |
|    | Jugoslavia (bandiera) |       | Dragan Godžić          |  |      |  |
|    | Jugoslavia (bandiera) |       | Aza Nikolić            |  |      |  |
|    | Jugoslavia (bandiera) |       | Rade Jovanović         |  |      |  |
|    | Jugoslavia (bandiera) |       | Srđan Kalember         |  |      |  |
|    | Jugoslavia (bandiera) |       | Đorđe Lazić            |  |      |  |
|    | Jugoslavia (bandiera) |       | Hristofer Dimitrijević |  |      |  |
|    | Jugoslavia (bandiera) | All.  | Nebojša Popović        |  |      |  |